# Aprostocetus muiri
Aprostocetus muiri is een vliesvleugelig insect uit de familie Eulophidae. De wetenschappelijke naam is voor het eerst geldig gepubliceerd in 1912 door Perkins.